# Hubbsia
Hubbsia es un género de hongos liquenizados en la familia Roccellaceae.